# ポイント賞
ポイント賞（ぽいんとしょう。英: Points Classification）とは、自転車ロードレースのステージレースにおいて、ゴール地点や中間地点で獲得した順位ポイントの最も多い選手に与えられる賞。総合成績、山岳賞と並び、主要3部門賞と言われている（なお、英語では『Sprint Classification』（スプリント賞）と呼ぶこともある）。

## 概要
ポイント賞がグランツールで設けられたのはいずれの大会も第二次世界大戦後のことである。ツール・ド・フランスは1953年、ブエルタ・ア・エスパーニャは1955年、ジロ・デ・イタリアは1966年にそれぞれ設けられた。
トラックレースにもポイントレースという種目があるが、要領はそれとほぼ同じである。各コースに設定されたポイント地点とゴール地点において早く到達した順に高いポイントが付与され、完走した選手の中から一番ポイントを稼いだ選手が受賞となるが、特にゴール地点は中間のポイント地点よりも高いポイントが与えられており、ここでの順位がとりわけ重要である。
ツール・ド・フランスと2014年以降のジロ・デ・イタリアにおいては、平坦なステージには高いポイントが与えられ、難易度の高い山岳ステージほどポイントが低く、完全にスプリンターのための賞となっている。特に序盤ステージは平坦コースが続き、ポイント賞を狙うスプリンター型選手にとってみればまさしく稼ぎ場のステージである。
これに対し、2020年以前のブエルタ・ア・エスパーニャや2013年以前のジロ・デ・イタリアでは、平坦ステージも山岳ステージも与えられるポイントは同じであるため、山岳ステージで上位に入るオールラウンダーやクライマーもポイント賞争いの上位に入ったり、時にはポイント賞を獲得することがあった。
平坦なステージにおける、ゴール前数キロメートルの大集団による高速走行とそこからのスプリントはしばしば落車を誘発し、ひいてはそれがもとで大量落車へと繋がるケースもしばしある。ポイント賞争いにはこうした事故の危険性と隣り合わせであるのもまた特徴である。

## グランツールのポイント賞に関する記録

### 通算獲得回数上位選手
エリック・ツァベル（ドイツ）･･･9回
ツール・ド・フランス･･･1996, 1997, 1998, 1999, 2000, 2001
ブエルタ・ア・エスパーニャ･･･2002, 2003, 2004
ショーン・ケリー（アイルランド）･･･8回
ツール・ド・フランス･･･1982, 1983, 1985, 1989
ブエルタ・ア・エスパーニャ･･･1980, 1985, 1986, 1988
ペーター・サガン（スロバキア）･･･8回
ツール・ド・フランス･･･2012, 2013, 2014, 2015, 2016, 2018, 2019
ジロ・デ・イタリア･･･2021
ローラン・ジャラベール（フランス）･･･7回
ツール・ド・フランス･･･1992,1995
ジロ・デ・イタリア･･･1999
ブエルタ・ア・エスパーニャ･･･1994,1995,1996,1997

### 全グランツール受賞達成者
過去5人達成。
エディ・メルクス（ベルギー）
ツール・ド・フランス･･･1969,1971,1972
ジロ・デ・イタリア･･･1968
ブエルタ・ア・エスパーニャ･･･1973
ジャモリディネ・アブドヤパロフ（ウズベキスタン）
ツール・ド・フランス･･･1993,1994
ジロ・デ・イタリア･･･1994
ブエルタ・ア・エスパーニャ･･･1992
ローラン・ジャラベール（フランス）･･･重複を避けるため、上記参照。
アレサンドロ・ペタッキ（イタリア）
ツール・ド・フランス･･･2010
ジロ・デ・イタリア･･･2004
ブエルタ・ア・エスパーニャ･･･2005
マーク・カヴェンディッシュ（イギリス）
ツール・ド・フランス･･･2011, 2021
ジロ・デ・イタリア･･･2013
ブエルタ・ア・エスパーニャ･･･2010

## グランツールにおけるポイント賞受賞者
※太字は総合優勝＆ポイント賞

※斜太字は総合優勝＆ポイント賞＆山岳賞
| 年     | ツール・ド・フランス               | ジロ・デ・イタリア                 | ブエルタ・ア・エスパーニャ     |
| ------ | ---------------------------------- | ---------------------------------- | ------------------------------ |
| 2024年 | ビニヤム・ギルマイ                 | ジョナサン・ミラン                 |                                |
| 2023年 | ヤスペル・フィリプセン             | ジョナサン・ミラン                 | ケイデン・グローヴズ           |
| 2022年 | ワウト・ファンアールト             | アルノー・デマール (2)             | マッズ・ピーダスン             |
| 2021年 | マーク・カヴェンディッシュ (2)     | ペーター・サガン                   | ファビオ・ヤコブセン           |
| 2020年 | サム・ベネット                     | アルノー・デマール                 | プリモシュ・ログリッチ (2)     |
| 2019年 | ペーター・サガン (7)               | パスカル・アッカーマン             | プリモシュ・ログリッチ         |
| 2018年 | ペーター・サガン (6)               | エリア・ヴィヴィアーニ             | アレハンドロ・バルベルデ       |
| 2017年 | マイケル・マシューズ               | フェルナンド・ガビリア             | クリス・フルーム               |
| 2016年 | ペーター・サガン (5)               | ジャコモ・ニッツォーロ (2)         | ファビオ・フェリーネ           |
| 2015年 | ペーター・サガン (4)               | ジャコモ・ニッツォーロ             | アレハンドロ・バルベルデ (3)   |
| 2014年 | ペーター・サガン (3)               | ナセル・ブアニ                     | ヨーン・デーゲンコルプ         |
| 2013年 | ペーター・サガン (2)               | マーク・カヴェンディッシュ         | アレハンドロ・バルベルデ (2)   |
| 2012年 | ペーター・サガン                   | ホアキン・ロドリゲス               | アレハンドロ・バルベルデ       |
| 2011年 | マーク・カヴェンディッシュ         | ミケーレ・スカルポーニ             | バウケ・モレマ                 |
| 2010年 | アレサンドロ・ペタッキ             | カデル・エヴァンス                 | マーク・カヴェンディッシュ     |
| 2009年 | トル・フースホフト (2)             | デニス・メンショフ                 | アンドレ・グライペル           |
| 2008年 | オスカル・フレイレ                 | ダニエーレ・ベンナーティ           | フレフ・ファンアヴェルマート   |
| 2007年 | トム・ボーネン                     | ダニーロ・ディルーカ               | ダニエーレ・ベンナーティ       |
| 2006年 | ロビー・マキュアン (3)             | パオロ・ベッティーニ (2)           | トル・フースホフト             |
| 2005年 | トル・フースホフト                 | パオロ・ベッティーニ               | アレサンドロ・ペタッキ         |
| 2004年 | ロビー・マキュアン (2)             | アレサンドロ・ペタッキ             | エリック・ツァベル (3)         |
| 2003年 | バーデン・クック                   | ジルベルト・シモーニ               | エリック・ツァベル (2)         |
| 2002年 | ロビー・マキュアン                 | マリオ・チポリーニ (3)             | エリック・ツァベル             |
| 2001年 | エリック・ツァベル (6)             | マッシーモ・ストラッツェール       | ホセ・マリア・ヒメネス         |
| 2000年 | エリック・ツァベル (5)             | ディミトリ・コニシェフ             | ロベルト・エラス               |
| 1999年 | エリック・ツァベル (4)             | ローラン・ジャラベール             | フランク・ファンデンブルック   |
| 1998年 | エリック・ツァベル (3)             | マリアーノ・ピッコリ               | ファブリツィオ・ギディ         |
| 1997年 | エリック・ツァベル (2)             | マリオ・チポリーニ (2)             | ローラン・ジャラベール (4)     |
| 1996年 | エリック・ツァベル                 | ファブリツィオ・ギディ             | ローラン・ジャラベール (3)     |
| 1995年 | ローラン・ジャラベール (2)         | トニー・ロミンゲル                 | ローラン・ジャラベール (2)     |
| 1994年 | ジャモリディネ・アブドヤパロフ (3) | ジャモリディネ・アブドヤパロフ     | ローラン・ジャラベール         |
| 1993年 | ジャモリディネ・アブドヤパロフ (2) | アドリアーノ・バフィ               | トニー・ロミンゲル             |
| 1992年 | ローラン・ジャラベール             | マリオ・チポリーニ                 | ジャモリディネ・アブドヤパロフ |
| 1991年 | ジャモリディネ・アブドヤパロフ     | クラウディオ・キアプッチ           | ウーヴェ・ラープ               |
| 1990年 | オラフ・ルードヴィッヒ             | ジャンニ・ブーニョ                 | ウーヴェ・ラープ               |
| 1989年 | ショーン・ケリー (4)               | ジョバンニ・フィダンツァ           | マルコム・エリオット           |
| 1988年 | エディ・プランカールト             | ヨハン・ファン・デル・フェルデ (3) | ショーン・ケリー (4)           |
| 1987年 | ジャンポール・ファンポッペル       | ヨハン・ファン・デル・フェルデ (2) | アルフォンソ・グティエレス     |
| 1986年 | エリック・バンデレールデン         | ギド・ボンテンピ                   | ショーン・ケリー (3)           |
| 1985年 | ショーン・ケリー (3)               | ヨハン・ファン・デル・フェルデ     | ショーン・ケリー (2)           |
| 1984年 | フランク・ホスト                   | ウース・フローラー                 | ギド・バンカルステール         |
| 1983年 | ショーン・ケリー (2)               | ジュゼッペ・サローニ (4)           | マリノ・レハレタ               |
| 1982年 | ショーン・ケリー                   | フランチェスコ・モゼール (4)       | ステファン・ムッテル           |
| 1981年 | フレディ・マルテンス (3)           | ジュゼッペ・サローニ (3)           | ヤビエル・セデナ               |
| 1980年 | ルディ・ペヴェナーフ               | ジュゼッペ・サローニ (2)           | ショーン・ケリー               |
| 1979年 | ベルナール・イノー                 | ジュゼッペ・サローニ               | アルフォン・デヴォルフ         |
| 1978年 | フレディ・マルテンス (2)           | フランチェスコ・モゼール (3)       | フレディ・バンデホート         |
| 1977年 | ジャック・エスクラサン             | フランチェスコ・モゼール (2)       | フレディ・マルテンス           |
| 1976年 | フレディ・マルテンス               | フランチェスコ・モゼール           | ディートリッヒ・チューラオ     |
| 1975年 | リック・ファン・リンデン           | ロジェ・デフラミンク (3)           | ミゲル・マリア・ラサ           |
| 1974年 | パトリック・セルキュ               | ロジェ・デフラミンク (2)           | ドミンゴ・ペルレナ (2)         |
| 1973年 | ヘルマン・バンスプリンゲル         | エディ・メルクス (2)               | エディ・メルクス               |
| 1972年 | エディ・メルクス (3)               | ロジェ・デフラミンク               | ドミンゴ・ペルレナ             |
| 1971年 | エディ・メルクス (2)               | マリーノ・バッソ                   | シリル・ギマール               |
| 1970年 | ワルテル・ホデフロート             | フランコ・ビトッシ (2)             | ギド・レイブローク             |
| 1969年 | エディ・メルクス                   | フランコ・ビトッシ                 | レイモン・ステーフマン         |
| 1968年 | フランコ・ビトッシ                 | エディ・メルクス                   | ヤン・ヤンセン                 |
| 1967年 | ヤン・ヤンセン (3)                 | ディーノ・ザンデグー               | ヤン・ヤンセン                 |
| 1966年 | ウィリー・プランカールト           | ジャンニ・モッタ                   | ヨー・バンデルローテン         |
| 1965年 | ヤン・ヤンセン (2)                 | 1966年より実施                     | リック・ファン・ローイ         |
| 1964年 | ヤン・ヤンセン                     |                                    | ホセ・ペレスフランセ           |
| 1963年 | リック・ファン・ローイ             |                                    | バス・マリーパール             |
| 1962年 | ルディ・アルティヒ                 |                                    | ルディ・アルティヒ             |
| 1961年 | アンドレ・ダリガード (2)           |                                    | アントニオ・スアレス           |
| 1960年 | ジャン・グラチィク                 |                                    | アルテュル・デ・カボーテル     |
| 1959年 | アンドレ・ダリガード               |                                    | リック・ファン・ローイ         |
| 1958年 | ジャン・グラチィク                 |                                    | サルバトール・ボテッラ         |
| 1957年 | ジャン・フォレスティエ             |                                    | ビンセント・イトゥラット       |
| 1956年 | スタン・オッカー (2)               |                                    | リック・バンステーンベルヘン   |
| 1955年 | スタン・オッカー                   |                                    | フィオレンツォ・マーニ         |
| 1954年 | フェルディナント・キュプラー       |                                    | 1955年より実施                 |
| 1953年 | フリッツ・シェーア                 |                                    |                                |
| 1952年 | 1953年より実施                     |                                    |                                |